# Эклангон, Эрнест
Эрнест Бенжамин Эклангон (фр. Ernest Benjamin Esclangon, 17 марта 1876, Мисон — 28 января 1954, Плезанс) — французский математик и астроном.

## Биография
Изучал математику в Высшей нормальной школе с 1895 по 1898 годы, после чего работал в качестве помощника астронома в обсерватории в Бордо (1899—1905), затем помощником астронома (1905). С 1902 года Эклагон также преподавал на факультете наук в университете Бордо, как преподаватель (1905—1909) и доцент (1909—1919), читал курсы исчисления бесконечно малых, геометрии и общий курс математики. Получил докторскую степень по математике в 1904 году, защитив диссертацию по квази-периодическим функциям.
Во время Первой мировой войны разработал новый метод в баллистике, который позволял точно определить положение артиллерийских частей. После окончания Первой мировой войны Эклангон стал директором Страсбургской обсерватории в 1918 году и профессором астрономии в университете Страсбурга в следующем году. В 1929 году был назначен директором Парижской обсерватории, а также Международного бюро времени, профессор астрономии на факультете физических наук в Сорбонне, член Бюро долгот с 1932 года. В 1933 году организовал Службу точного времени во Франции. Избран членом Академии наук Франции в 1929 году. Находился в должности директора Парижской обсерватории до 1944 года, включая время немецкой оккупации Парижа.
В его честь названы бинарный астероид (1509) Esclangona и кратер на Луне.
Приходился дядей физику Феликсу Эклангону.